# Liste des épisodes de Degrassi : La Nouvelle Promo

Cette page présente la liste des épisodes de la série télévisée Degrassi : La Nouvelle Promo.

## Épisodes
| Saisons | Saisons | Épisodes | Netflix          | Au Canada           | Au Canada           |
| Saisons | Saisons | Épisodes | Sortie           | Première apparition | Dernière apparition |
| ------- | ------- | -------- | ---------------- | ------------------- | ------------------- |
|         | 1       | 10       | 15 janvier 2016, | 4 janvier 2016      | 15 janvier 2016     |
|         | 2       | 10       | 22 juillet 2016  | 19 juillet 2016     | 20 septembre 2016   |
|         | 3       | 10       | 6 janvier 2017   | 9 janvier 2017      | 20 janvier 2017     |
|         | 4       | 10       | 7 juillet 2017   | 3 juillet 2017      | 14 juillet 2017     |

### Saison 1 (2016)
| Num. dans la saison | Num. dans la série | Titre                                                | Produit par    | Écrit par            | Première apparition au Canada | Première apparition sur Netflix | Code de production | Résumé |
| ------------------- | ------------------ | ---------------------------------------------------- | -------------- | -------------------- | ----------------------------- | ------------------------------- | ------------------ | --- |
| 1                   | 1                  | EN : #BootyCall FR : #PlanCul                        | Stefan Brogren | Courtney Jane Walker | 4 janvier 2016                | 15 janvier 2016                 | 101                | Une élection scolaire rappelle à Tristan et Miles leur chagrin d'amour passé. Maya doit choisir : la musique ou Zig. Shay ne se sent pas à sa place.               |
| 2                   | 2                  | EN : #NoFilter FR : #SansFiltre                      | Stefan Brogren | Courtney Jane Walker | 5 janvier 2016                | 15 janvier 2016                 | 102                | Miles voit quelque chose qu'il aurait préféré ignorer. Frankie se sent incomprise de ses amis. La froideur de Grace inquiète Zoé.                                  |
| 3                   | 3                  | EN : #YesMeansYes FR : #Oui                          | Stefan Brogren | Alejandro Alcoba     | 6 janvier 2016                | 15 janvier 2016                 | 103                | Voyant que sa mère a déjà pardonné, Miles se sent trahi. Tiny apprend à Zig à avoir plus d'assurance. Hunter soumet une requête au conseil des élèves.             |
| 4                   | 4                  | EN : #NotOkay FR : #PasCool                          | Stefan Brogren | Alejandro Alcoba     | 7 janvier 2016                | 15 janvier 2016                 | 104                | Des remarques sexistes font enrager Maya lors de son premier concert. Tristan essaie de tourner la page. Shay a peur d'accepter une invitation.                    |
| 5                   | 5                  | EN : #ButThatsNoneOfMyBusiness FR : #PasMesOignons   | Eleanor Lindo  | Matt Huether         | 8 janvier 2016                | 15 janvier 2016                 | 105                | Maya et ses copines cherchent à définir le terme "féministe". Lola apprend à s'aimer.                                                                              |
| 6                   | 6                  | EN : #NotAllMen FR : #Égalité                        | Eleanor Lindo  | Matt Huether         | 11 janvier 2016               | 15 janvier 2016                 | 106                | Ne se sentant pas acceptée par sa mère, Zoé cherche son père. Sa misogynie cause des ennuis au club des gamers. Frankie se demande si elle n'est pas égocentrique. |
| 7                   | 7                  | EN : #ThisCouldBeUsButYouPlayinFR : #DrôlesDeCouples | Eleanor Lindo  | Sarah Glinski        | 12 janvier 2016               | 15 janvier 2016                 | 107                | Zig perd confiance quand Maya et Jonah vont voir un producteur à New York. Miles perd carrément les pédales. Zoé et Grace essaient d'être plus qu'amies.           |
| 8                   | 8                  | EN : #TeamFollowBack FR : #SuivezMoi                 | Eleanor Lindo  | Ian MacIntyre        | 13 janvier 2016               | 15 janvier 2016                 | 108                | S'étant ridiculisé en public, Tristan trouve un soutien tout à fait inattendu. Maya est déstabilisée par les propos haineux qui lui sont adressés sur Internet.    |
| 9                   | 9                  | EN : #SinceWeBeinHonest FR : #LaVérité               | Stefan Brogren | Alejandro Alcoba     | 14 janvier 2016               | 15 janvier 2016                 | 109                | Frankie se demande quoi faire avec son nouveau coup de cœur. Miles a du mal à éviter Esme. Le troll qui menaçait Maya en ligne est découvert.                      |
| 10                  | 10                 | EN et FR : #SorryNotSorry                            | Stefan Brogren | Sarah Glinski        | 15 janvier 2016               | 15 janvier 2016                 | 110                | Miles donne une nouvelle à Tristan. Maya demande des comptes à Zoé. Frankie choisit entre ses deux prétendants. Hunter se jette à l'eau.                           |

### Saison 2 (2016)
| Num. dans la saison | Num. dans la série | Titre                                      | Produit par    | Écrit par                        | Première apparition originale                       | Première apparition sur Netflix | Code de production | Résumé |
| ------------------- | ------------------ | ------------------------------------------ | -------------- | -------------------------------- | --------------------------------------------------- | ------------------------------- | ------------------ | --- |
| 1                   | 11                 | EN : #SquadGoals FR : #Espritdéquipe       | Stefan Brogren | Courtney Jane Walker             | 30 mai 2016 (Australie) 19 juillet 2016 (Canada)    | 22 juillet 2016                 | 201                | Alors qu'elle négocie une coopération musicale, Maya se laisse distraire par son attraction pour Zig. Voyant Hunter mettre sa propre vie en danger, Miles change de plans. |
| 2                   | 12                 | EN : #TurntUp FR : #Blague                 | Stefan Brogren | Courtney Jane Walker             | 31 mai 2016 (Australie) 26 juillet 2016 (Canada)    | 22 juillet 2016                 | 202                | Force à un séjour en établissement psychiatrique, Hunter a tout le temps de réfléchir. Shay se demande si Frankie doit vraiment porter la responsabilité du canular.       |
| 3                   | 13                 | EN : #CheckYour Privilege FR : #Privilèges | Phil Earnshaw  | Cole Bastedo                     | 1 juin 2016 (Australie) 2 août 2016 (Canada)        | 22 juillet 2016                 | 203                | Yael perd son inégrité en choisissant de promouvoir son application. Voyant Frankie hésiter à présenter ses excuses à Northem Tech, Shay change d'opinon a son sujet.      |
| 4                   | 14                 | EN : #BuyMePizza FR : #EnvieDePizza        | Phil Earnshaw  | Alejandro Alcoba & Ian MacIntyre | 2 juin 2016 (Australie) 9 août 2016 (Canada)        | 22 juillet 2016                 | 204                | Tiny apprend que Lola utilise une application de rencontres. Grace s'inquiète de paraître inapprochable. Prête à tout pour être aimée, Zoé ment sur sa vrai personnalité.  |
| 5                   | 15                 | EN : #ThrowBack FR : #Nostalgie            | Phil Earnshaw  | Matt Huether                     | 3 juin 2016 (Australie) 16 août 2016 (Canada)       | 22 juillet 2016                 | 205                | Quand Lola organise une manifestation contre la suspension de Tiny, Tristan veut l'empêcher de troubler le gala des anciens. La mauvaise image de Frankie la poursuit.     |
| 6                   | 16                 | EN : #ToMyFutureSelf FR : #NoteÀMoiMême    | Phil Earnshaw  | Matt Huether                     | 6 juin 2016 (Australie) 23 août 2016 (Canada)       | 22 juillet 2016                 | 206                | Shay se voit offrir une formation de niveau olympique, mais elle doit accepter une condition. Winston prend la défense de Zoé, accusée d'avoir une attitude raciste.       |
| 7                   | 17                 | EN : #ThatAwkwardMomentWhen FR : #LaHonte  | Rt!            | Courtney Jane Walker             | 7 juin 2016 (Australie) 30 août 2016 (Canada)       | 22 juillet 2016                 | 207                | Pour éviter ses camarades de classe, Frankie s'esquive avec Jonah. Un gros problème de santé permet à Tiny et Lola de clarifier enfin leurs sentiments l'un pour l'autre.  |
| 8                   | 18                 | EN : #RiseAndGrind FR : #ActionOuVérité    | Rt!            | Matt Huether                     | 8 juin 2016 (Australie) 6 septembre 2016 (Canada)   | 22 juillet 2016                 | 208                | Tristan sent sa relation avec Miles vacilier lors d'un jeu Action ou Vérité. Les talents de danseur de Zig attirent l'attention d'un recruteur.                            |
| 9                   | 19                 | EN : #TheseAreMy FR : #Confessions         | Rt!            | Sarah Glinski                    | 9 juin 2016 (Australie) 13 septembre 2016 (Canada)  | 22 juillet 2016                 | 209                | Grace révèle ses émotions romantiques. Shay réalise que l'équipe a besoin de Frankie pour gagner. Yael se rend au rendez-vous qu'elle doit à Baaz avec des motifs cachés.  |
| 10                  | 20                 | EN et FR : #OMFG                           | Rt!            | Sarah Glinski                    | 10 juin 2016 (Australie) 20 septembre 2016 (Canada) | 22 juillet 2016                 | 210                | Shay demande à Lola la permission de sortir avec Tiny. Zoé ne peut plus faire illusion avec Winston. Des invités surprise ruinent le premier rencart de Hunter et Yael.    |

### Saison 3 (2017)
| Num. dans la saison | Num. dans la série | Titre                                          | Produit par    | Écrit par            | Première apparition originale | Première apparition sur Netflix | Code de production | Résumé |
| ------------------- | ------------------ | ---------------------------------------------- | -------------- | -------------------- | ----------------------------- | ------------------------------- | ------------------ | --- |
| 1                   | 21                 | EN : #BreakTheInternetFR : #CasserInternet     | Stefan Brogren | Matt Huether         | 9 janvier 2017                | 6 janvier 2017                  | 301                | Parmi les élèves, une personne manque à l'appel le jour de la rentrée. Zoé fait un pas en avant. Sous l'emprise de la jalousie, Lola se déchaîne.                         |
| 2                   | 22                 | EN : #IWokeUpLikeThisFR : #LaTêteSousL'eau     | Stefan Brogren | Matt Huether         | 10 janvier 2017               | 6 janvier 2017                  | 302                | Le club des gamers a un plan pour attirer plus de filles sur leur chaîne YouTube. Esme confie à Zig un secret qui la taraude.                                             |
| 3                   | 23                 | EN : #WorstGiftEverFR : #JeSuisDifférente      | Stefan Brogren | Alejandro Alcoba     | 11 janvier 2017               | 6 janvier 2017                  | 303                | Shay voit débarquer des visiteurs inopportuns. Miles a du mal à continuer à rendre visite à Tristan. Goldi trouve difficile de concilier religion et vie social.          |
| 4                   | 24                 | EN : #PicsOrItDidntHappenFR : #HantéOuMort     | Stefan Brogren | Alejandro Alcoba     | 12 janvier 2017               | 6 janvier 2017                  | 304                | Frankie se pose des questions quand Jonah refuse de lui montrer un texto de Grace. Maya rencontre quelqu'un qui partage sa fascination pour le morbide.                   |
| 5                   | 25                 | EN : #HugeIfTrueFR : #MesuresEntreAmis         | Phil Earnshaw  | Jennifer Kassabian   | 13 janvier 2017               | 6 janvier 2017                  | 305                | Hunter, Vijay et Baaz décident de prendre leurs mensurations. Une soirée filles se change en soirée mixte et glisse vers une soirée couples.                              |
| 6                   | 26                 | EN : #ThatFeelingWhenFR : #CetteSensationQuand | Phil Earnshaw  | Ian MacIntyre        | 16 janvier 2017               | 6 janvier 2017                  | 306                | Zoé et Winston rivalisent pour séduire Rasha. Miles est chamboulé par des nouvelles de l'hôpital. Frankie est si angoissée qu'elle en vient à espionner Jonah.            |
| 7                   | 27                 | EN : #UnsubscribeFR : #LâcheL'affaire          | Phil Earnshaw  | Courtney Jane Walker | 17 janvier 2017               | 6 janvier 2017                  | 307                | Grace doit prendre une décision difficile. Le premier rendez-vous de Rasha tourne court. Hunter est dans l'embarras. Zoé se fait surprendre en plein. tête-à-tête.        |
| 8                   | 28                 | EN : #IRegretNothingFR : #JeNeRegretteRien     | Phil Earnshaw  | Sarah Glinski        | 18 janvier 2017               | 6 janvier 2017                  | 308                | Lola attend nerveusement les résultats d'un test. Tristan fait des progrès. Maya s'enfonce un peu plus dans la dépression. Miles s'inquiète que la pièce en dise trop.    |
| 9                   | 29                 | EN : #WokeFR : #Pause                          | Stefan Brogren | Sarah Glinski        | 19 janvier 2017               | 6 janvier 2017                  | 309                | Maya met sur pied un stratagème pour arrêter de faire mal aux autres. Zoé affiche sa vraie nature au mariage. de sa mère. Frankie s'immisce dans les affaires des autres. |
| 10                  | 30                 | EN : #ImSleepFR : #SuisLeScript                | Stefan Brogren | Matt Huether         | 20 janvier 2017               | 6 janvier 2017                  | 310                | Tristan assiste à la pièce de l'école. Rasha avoue tout à Goldi. Un élève tombe sur Maya après l'éxécution de son plan mal aivsé.                                         |

### Saison 4 (2017)
| Num. dans la saison | Num. dans la série | Titre                                                        | Produit par    | Écrit par                       | Première apparition originale | Première apparition sur Netflix | Code de production | Résumé |
| ------------------- | ------------------ | ------------------------------------------------------------ | -------------- | ------------------------------- | ----------------------------- | ------------------------------- | ------------------ | --- |
| 1                   | 31                 | EN : #BackToRealityFR : #RetourÀlaRéalité                    | Stefan Brogren | Alejandro Alcoba                | 3 juillet 2017                | 7 juillet 2017                  | 401                | Jonah cache quelque chose à Frankie. Obnubilée par son physique, Yael complexe. Le retour de Maya à l'école attire l'attention de Zig, mais aussi la jalousie d'Esme.      |
| 2                   | 32                 | EN : #GetMoney FR : #BesoinDargent                           | Stefan Brogren | Courtney Jane Walker            | 4 juillet 2017                | 7 juillet 2017                  | 402                | Frankie poste des photos plus gaies sur les réseaux sociaux, mais ça n'a pas l'effet escompté. Shay aimerait booster ses performances en sport.                            |
| 3                   | 33                 | EN : #ILookLikeA FR : #PeurDêtreCatalogué                    | Samir Rehem    | Ian MacIntyre                   | 5 juillet 2017                | 7 juillet 2017                  | 403                | Une photo choquante met à mal l'amitié de Goldi et Winston. Invité à un atelier d'écriture, Miles déchante quand il apprend qu'il s’agit d'un programme pour la diversité. |
| 4                   | 34                 | EN : #RollUpToTheClubLike FR : #SePointerComme               | Samir Rehem    | Matt Huether                    | 6 juillet 2017                | 7 juillet 2017                  | 404                | Grace pense à ce qu'elle voudrait faire avant de mourir. Maya redécouvre le plaisir de la musique. Une attaque terroriste met Goldi dans une situation effrayante.         |
| 5                   | 35                 | EN : #Preach FR : #LePrêche                                  | Samir Rehem    | Jennifer Kassabian              | 7 juillet 2017                | 7 juillet 2017                  | 405                | Personne ne comprend Saad quand il critique le soutien aux victimes de l'attaque terroriste de Bruxelles. Une rumeur circule sur le compte de Frankie, Esme et Zig.        |
| 6                   | 36                 | EN : #FactsOnly FR : #SeulementLesFaits                      | Samir Rehem    | Courtney Jane Walker            | 10 juillet 2017               | 7 juillet 2017                  | 406                | Esme et Frankie essaient de distraire Zig, affecté par une mauvaise nouvelle. Un concours permet à Maya de décrocher une proposition. Lola aide Yael à changer de look.    |
| 7                   | 37                 | EN : #Fire FR : #LeFeu                                       | Stefan Brogren | Courtney Jane Walker            | 11 juillet 2017               | 7 juillet 2017                  | 407                | Lors d'une sortie camping, Maya souffre de l'angoisse de la page blanche, Frankie apprend pourquoi Esme est devenue son amie, alors que Tiny et Shay se rapprochent.       |
| 8                   | 38                 | EN : #GetYouAManThatCanDoBoth FR : #UnMecQuiPeutFaireLesDeux | Stefan Brogren | Matt Huether & Celeste Bronfman | 12 juillet 2017               | 7 juillet 2017                  | 408                | Saad se confie à Lola qui l'aide à se sortir d'une situation difficile. Shay espère que Tiny va l'inviter au bal de promo. En cure de désintox, Tristan se pousse à bout.  |
| 9                   | 39                 | EN : #Obsessed FR : #Obsession                               | Stefan Brogren | Sarah Glinski                   | 13 juillet 2017               | 7 juillet 2017                  | 409                | Une alerte à la bombe retarde le bal et fait venir la police. Esme se pointe au bal et fait une scène. Miles parle avec son père de son avenir proche.                     |
| 10                  | 40                 | EN : #KThxBye FR : #OkMerciBye                               | Stefan Brogren | Sarah Glinski                   | 14 juillet 2017               | 7 juillet 2017                  | 410                | Zoé invite sa mère qu'elle ne voit plus à venir à sa remise de diplôme. Esme fait une dernière tentative pour récupérer Zig. La vérité sur l'alerte à la bombe éclate.     |